# Josefina Álvares de Azevedo
Josefina Álvares de Azevedo (Paraíba, 5 de maio de 1851 —  Rio de Janeiro, 1 de setembro de 1913) foi uma jornalista, escritora e precursora do feminismo no Brasil.
O Dicionário Bibliográfico Brasileiro de Augusto Blake informa que Josefina teria nascido em Itaboraí, e que seria irmã por parte de pai de Álvares de Azevedo. Ela mesma, porém, dizia ser prima do escritor e natural do Recife, onde teria vivido até os vinte e seis anos de idade. Em seu registro de óbito, consta que é natural da Paraíba. Em 1877, mudou-se para São Paulo, onde fundou em 1888 o jornal A Família. No ano seguinte transferiu o jornal para o Rio de Janeiro, e manteve a sua publicação até 1897, quando teve que interrompê-lo, retomando-o logo em seguida, em 1898.
Defendia a educação da mulher como ferramenta essencial para a sua emancipação. Procurou estender a circulação do seu jornal por todo o país, viajando para isso às regiões Norte e Nordeste. Promoveu o sufrágio feminino, a partir do artigo O Direito ao Voto, de 1890. Escreveu no mesmo ano a comédia O Voto Feminino, encenada no Teatro Recreio Dramático.
Em 1890, reuniu uma série de textos que havia publicado no jornal, inclusive poesias, e editou-os na coletânea Retalhos. Em 1891 publicou A mulher moderna que reúne textos publicados na seção A Emancipação da Mulher, da revista A Família. Publicou também no Almanaque de Lembranças Luso-Brasileiro.

## Família
Josefina Alvares de Azevedo foi irmã de Maria Amelia de Azevedo Costa e mãe de Alfredo Alvares de Azevedo e de Moacyr Alvares de Azevedo.

## Jornal A Família
Josefina Alvares de Azevedo se mudou de Recife para São Paulo em 1877 e criou o jornal A Família. O periódico tinha como primeiro objetivo tratar sobre a educação para as mulheres, porém, com a transição política vivida pelo Brasil, o principal objetivo se tornou reivindicar os direitos das mulheres e fazer com que as mesmas tivessem suas vozes representadas nas questões políticas, podendo votar, por exemplo. Depois de seis meses em São Paulo, o jornal começou a ser publicado no Rio de Janeiro, visto que Josefina se mudou para lá. De acordo com Karine da Rocha, Coordenadora do Núcleo de Pesquisa Mulher, Literatura e Sociedade (UFPE), essa mudança ocorreu com o intuito de uma maior aceitação do periódico pela proximidade com a Corte.
O jornal circula ininterruptamente até o ano de 1897, sempre querendo dar voz às mulheres em assuntos como educação e política. Depois de um ano, em 1898, volta a circular, o que pode se concluir pela nota de agradecimento da revista A Mensageira.
Na primeira edição de A Família, Josefina diz que a imprensa pode servir como uma válvula que pode despertar a consciência do indivíduo. Com isso, por meio do jornal, ela tinha a intenção de mostrar que não havia motivos para a diferenciação que existia na época entre o homem e a mulher, sendo o sexo feminino considerado inferior quando comparado ao masculino.
"A consciência universal dorme sobre uma grande iniqüidade secular - a escravidão da mulher. Até hoje tem os homens mantido o falso e funesto principio de nossa inferioridade. Mas nós não somos a elles inferiores porque somos suas semelhantes, embora de sexo diverso." (A Família, n.1, p.1)
Nessa mesma edição, ainda é possível ver a insatisfação, tanto de Josefina quanto de outras jornalistas do periódico, com relação à divisão que existia na época. De acordo com ela, os dois princípios que existiam eram força e ordem, onde delega aos homens o primeiro e às mulheres o segundo. Dessa forma, o sexo feminino deveria ser também responsável pela coordenação da sociedade, já que elas, ao contrário dos homens, eram capacitadas a coordenar os lares.
"Em tudo devemos competir com os homens – no governo da família, como na direção do estado. (...) As sociedades assentam suas bases sobre dois princípios cardeais: o princípio da força e o princípio da ordem. O princípio da força é o homem, o da ordem é a mulher. (...) O homem é a negação da ordem (...). E em abono desta opinião eu vos trarei um exemplo muito vulgar – o governo de uma casa. (...) ele não é capaz de governar uma casa, que se compõe de algumas pessoas. (A Família, ano I, nº1)
Com a proclamação da República, em novembro de 1889, o discurso a respeito do direito ao voto das mulheres se tornou ainda mais forte, visto que esperava-se uma igualdade maior nesse novo modelo político. Entretanto, os direitos femininos, nesse aspecto, não mudaram, fazendo com que na edição 7 de dezembro de 1889 Josefina critique duramente esse fato, falando em injustiça e reiterando que o único aspecto a ser levado em conta deveria ser o de capacidade intelectual."
"O fundamento universal de todos os que opinam contra a nossa emancipação é esse — que a mulher não tem capacidade política. Porque? perguntamos nós, e a essa pergunta não nos dão resposta cabal. Em geral, os casos de incapacidade politica são estes — menoridade, demência, inhabilitações, restriccão de liberdade por pena cominada, etc. etc. A esses addusem os legisladores a «diferença de sexo». Mas em que essa diferença pode constituir razão de incapacidade eleitoral? A mulher educada, instruída, em perfeito uso de suas faculdades mentaes, exercendo com critério as suas funcções na sociedade, é uma personalidade equilibrada, apta para discernir e competente para escolher entre duas idéas aquella que melhor convém. Não pude por conseguinte estar em pé de igualdade com os dementes, com os menores, com os imbecis. Assim sendo, é absurdo o principio de sua incapacidade electiva." (A FAMÍLIA, 21/12/1889)
Em determinado momento, o jornal, que começou com o objetivo de tratar da educação para as mulheres visando sua emancipação, passou a focar muito na questão de política, estando muitos dos artigos sob o título O direito ao voto, explicando que, sem essa reivindicação do direito ao voto, a igualdade prometida pelo novo regime vigente no país seria apenas uma utopia.

## O voto  feminino
Em 1890, Josefina Alvares de Azevedo cria a peça teatral O voto feminino, que, antes de acontecer, foi divulgada em algumas edições do jornal A Família. A intenção da comédia, assim como a do periódico, era dar voz às mulheres no cenário político brasileiro, principalmente na questão do direito ao voto. A peça ficou em cartaz no Teatro Recreio Dramático, na época, um dos mais populares do Rio de Janeiro.
(...) através da qual se revela a intenção da autora de não apenas desmascarar o ridículo e a fragilidade da ideia de que “a mulher foi feita para os arranjos de casa e nada mais”, mas também e, principalmente, de reformar a sociedade, educando-a para os avanços de um novo tempo de liberdade e igualdade então inaugurado pelo regime republicano. (Cena 2, Cf. SOUTO-MAIOR, 2001:94)
A peça se passava na casa de um casal que recebe a filho e o genro para um jantar. Além deles, há outro casal (a empregada e seu marido) e um homem solteiro. Eles esperam o "resultado de uma consulta submetida a determinado Ministro a respeito da decretação da lei do voto feminino.”  Abaixo, é possível ver um trecho do debate que ocorre em uma das cenas:
DOUTOR: Mas senhores, sejamos todos cordatos. O direito de voto às mulheres é de toda justiça! ANASTACIO: Não é só o direito de voto que elas querem, é o direito de votar e serem votadas. É o reinado de saias. DOUTOR: Não há tal! Seria antes o reinado das competências. D’ ora em diante não veremos na sociedade a impostura de serem as mulheres que façam as cousas e sejam os homens que se recebam as honras... como por ai se dá [...] DOUTOR: Se uma mulher tem aptidões para adquirir títulos científicos, por que não há de ter para os cargos públicos? INÊS: Apoiado; e aqui está Esmeralda para prova. DOUTOR: Se pode exercer cargos públicos, por que não há de poder desempenhar o mandato? ANASTÁCIO: Mas nesse caso, teremos que ser governados por elas. RAFAEL: Virão ocupar os nossos lugares. DOUTOR: Quando provarem competência para eles, por que não? (A Família, 06/11/1890)
Apesar de ser saudada pela imprensa antes mesmo de estrear, a peça foi encenada apenas uma vez no teatro. Depois disso, reapareceu outras duas vezes: nos rodapés do jornal A Família e também em forma de livro. Valéria Souto-Maior afirma que Josefina:
(...) superestimou o poder do teatro como arma política e reformadora de efeitos imediatos: sua intenção de sensibilizar os congressistas que aprovaram a Constituição de 1891 – explicitada difusamente tanto no desfecho da peça, quanto nos artigos publicados em seu jornal, como também nas suas atitudes nitidamente panfletárias, como por exemplo, de publicar a peça em diferentes ocasiões estratégicas – foi nitidamente frustrada, pois como se sabe o sufrágio feminino só foi aprovado em nosso país quase meio século depois disso. (SOUTO-MAIOR, 2001:139-140)
Além disso, Valéria afirma que a peça era uma mistura de comédia, escola realista francesa e teatro musicado.
Escreveu então uma espécie de comédia “ligeira”, na qual intercalou três pequenos números de canto – dois duetos e um ensemble final. Preferindo, entretanto, o rótulo mais abrangente de comédia para definir o gênero do seu texto teatral, Josefina de Azevedo, na verdade, escolheu como base do mesmo uma forma teatral que, além de ser mais adequada ao seu estilo agressivo de atuação, era uma das que mais se destacavam na preferência do público amante do referido gênero, também conhecido como ligeiro ou alegre. (SOUTOMAIOR: 2001, 91)

## Poesias
Em A Família, além dos discursos sobre a participação da mulher na política, também encontram-se algumas poesias e contos. Alguns poemas encontrados falam sobre feminismo e outros sobre fé e religião.

### Primavera
| “ | Oh! Na primavera as flores, São outras, tem mais frescura; Tem mais vida, mais odores, Tem uma seiva mais pura. O campo é mais verdejante, As fontes mais cristalinas, A brisa mais sussurrante, As rosas mais purpurinas. Cardumes de borboletas Doidejam pelos valados, Pousando alegres, inquietas, Nos castos lírios nevados. As gotas d’água, trementes, São perlas amarantinas Que brilham, belas, algentes, Pelas relvosas campinas. Oh! Na primavera as flores Tem outra seiva no seio... Assim também os amores Tem outro encanto, outro enleio. | ” |

### A Tribuna Liberal
| “ | Fez anos D. Tribuna Moça garrida e vermelha. Moça!...por sua fortuna, Há de chegar a ser velha. Sobre a criança mil flores, milhões de vivas – olé! Bilhões, trilhões de leitores E mais este – a la santé Viva, pois, a rapariga Que tão bela quadra conta E faz jus a que se diga: - A Tribuna está na ponta! | ” |

### Fé
| “ | Ao rugido medonho da tormenta Que a alma nos esmaga, nos trucida, Não pensem que maldigo a triste vida Nem o sopro de Deus que ora me alenta Nem um momento só sou esquecida De quem criou o mundo e aviventa A flor do prado, a fera mais cruenta, A tudo, enfim, que tem ou não tem vida É doce nas agruras da existência Lembrarmos a divina onipotência, Erguermos para o céu o coração! Naquele terno enlevo de fé pura É sempre mui feliz a criatura Que forças vai buscar no coração. | ” |

## Religião
Por criticar a Igreja em determinados momentos, Josefina era acusada por muitas de ir contra os princípios do catolicismo. Em seus poemas, como Fé, é possível ver que ela prega que a religião independe da fé, e que o ser humano deve olhar dentro de si mesmo para encontrar o sentimento. Sua crítica, na verdade, é a quem faz os rituais e dogmas na Terra, como os padres, não a Deus.
A moral de Cristo é a minha religião, essa é a que defendo e procuro incutir no espírito dos meus filhos. A religião dos padres, não; não a quero, nem a aconselho a quem quer que seja. (A Família, 10/05/1890)

## Colaboradoras do jornal
- Anália Franco (1859—1919)
- Eugénie Potonié Pierre (séc. XIX—?)[21]
- Guiomar Torrezão (1844—1898)
- Inês Sabino (1853—1911)
- Isabel de Mattos Dillon (1861—1920) [22]
- Júlia Lopes de Almeida (1862—1934)
- Julieta de Melo Monteiro (1863—1928)
- Maria Amélia de Queirós (séc. XIX—?)
- Narcisa Amália (1852—1924)
- Presciliana Duarte de Almeida (1867—1944)
- Revocata Heloísa de Melo (1860—1945)

## Outros nomes importantes na luta pelo voto feminino
Além de Josefina Álvares de Azevedo, outras mulheres foram importantes na conquista dos direitos políticos femininos. Francisca Senhorinha da Motta Diniz (séc. XIX-?), por exemplo, assim como Josefina, também era editora de um jornal, O Sexo Feminino, posteriormente rebatizado como O Quinze de Novembro do Sexo Feminino, sempre mostrando o sufrágio feminino.
Outro nome importante nessa luta das mulheres foi o de Isabel de Mattos Dillon. Isabel era cirurgiã-dentista e, com base na Lei Saraiva (09/01/1881), que garantia que quem tivesse títulos científicos poderia votar, lutou pelo seu direito de voto. Apesar disso, o governo não concedeu o direito a ela, o que gerou revolta das feministas.